# بيني بنيون
ليستر بن بنيون (20 نوفمبر 1904 – 25 ديسمبر 1989)، المعروف أكثر باسم بيني بنيون، كان مشغل كازينوهات أمريكيًا أسّس عمليات قمار غير قانونية في منطقة دالاس–فورت وورث. في عام 1931، أُدين بنيون بإطلاق النار وقتل مهرب كحول يُدعى فرانك بولدينغ. وفي أربعينيات القرن الماضي، انتقل إلى ولاية نيفادا حيث كان القمار قانونيًا، وافتتح كازينو "بينونز هورسشو" الناجح في وسط مدينة لاس فيغاس.
في لاس فيغاس، أصبح بنيون شريكًا في كازينو "لاس فيغاس كلوب"، لكنه غادر بعد عام واحد بسبب مشاكل تتعلق بالرخصة. في عام 1949، افتتح "ويسترنر غامبلنغ هاوس آند سالون"، لكنه سرعان ما باع حصته بعد نشوب خلافات مع شركائه في الكازينو.
في عام 1951، اشترى بنيون نادي "إلدورادو" وفندق "أباتشي"، وافتتحهما معًا تحت اسم "بينيونز هورسشو"، الذي أصبح مشهورا علي الفور بسبب حدود الرهان المرتفعة. في البداية، حدد حد الطاولة في لعبة الكرابس بـ 500 دولار. وبسبب تفوقه على المنافسين، تلقى تهديدات بالقتل، لكن الكازينوهات الأخرى اضطرت لاحقًا إلى رفع حدود رهاناتها لمواكبته. بالإضافة إلى ذلك، كان "الهورسشو" يسمح لأي لاعب بوضع رهان بأي مبلغ، بشرط ألا تتجاوز الرهانات التالية المبلغ الأصلي.
كان بنيون من روّاد الابتكار في كازينوهات لاس فيغاس. فكان أول من استبدل الأرضيات المغطاة بنشارة الخشب بالسجاد في منطقة "غليتر غالتش" وسط المدينة، وأول من أرسل سيارات ليموزين لنقل الزبائن من وإلى الكازينو، وأول من قدّم مشروبات مجانية للاعبين. ورغم أن "المجانية" كانت مخصصة لكبار المقامرين
كان بنيون معروفًا بكرمه مع الزبائن، وكان يقول إنه يتبع فلسفة بسيطة في خدمته لهم: "طعام جيد، ويسكي جيد ورخيص، وقمار جيد". لسنوات طويلة، كان كازينو "الهورسشو" يقدم عرض شرائح لحم مقابل 2 دولار في وقت متأخر من الليل، وكان معظم اللحم يأتي من ماشية مزارع بنيون في مونتانا. ويُعتقد أن "الهورسشو" كان أول كازينو كبير يقدم خيار 100 ضعف الاحتمالات في لعبة الكرابس (أي أن من يراهن على خطوط "التمرير" أو "عدم التمرير" يمكنه أن يضاعف رهانه بما يصل إلى 100 مرة). وكان أحد أكثر الكازينوهات ربحية في المدينة.
بعد محاكمته وإدانته عام 1953، ولكي يغطي الضرائب المتأخرة وتكاليف القضية، باع بنيون الحصة الأكبر في "الهورسشو" للمقامر رجل الأعمال جو دبليو. براون. وفيما بعد استعادت عائلة بنيون الحصة المسيطرة في الكازينو عام 1957، لكنها لم تستعد السيطرة الكاملة إلا في عام 1964. ولم يُسمح لبنيون أبدًا بالحصول على رخصة تشغيل ألعاب مرة أخرى، لذا أصبح ابنه "جاك" هو المرخَّص له، في حين تولى بنيون منصب "مدير العلاقات العامة".
كان بنيون يتبنّى أسلوب حياة رعاة البقر طوال حياته؛ نادرًا ما كان يرتدي ربطة عنق، وكان يستخدم عملات ذهبية كأزرار لقمصانه. وعلى الرغم من أنه كان ممنوعًا قانونيًا من امتلاك الأسلحة، إلا أنه كان يحمل مسدسًا واحدًا على الأقل طوال حياته، ويحتفظ ببندقية مشذبة بالقرب منه. وكان مكتبه عبارة عن طاولة في مطعم الطابق السفلي، وكان يعرف العديد من زبائنه بالاسم.

## الوفاة
توفي بنيون بسبب فشل في القلب عن عمر يناهز 85 عامًا، وذلك في 25 ديسمبر 1989، بمدينة لاس فيغاس. وقد اقترح لاعب البوكر الشهير "أماريلو سليم" بريستون أن يُكتب على شاهد قبره:
"كان إما أطيب الأشرار، أو أشرس الأخيار الذين قد تراهم في حياتك."